# Viola boliviana
Viola boliviana är en violväxtart som beskrevs av Nathaniel Lord Britton. Viola boliviana ingår i släktet violer, och familjen violväxter. Inga underarter finns listade i Catalogue of Life.